# Бенеш, Леони
Леони Бенеш (нем. Leonie Benesch; род. 22 апреля 1991, Гамбург) — немецкая актриса. Наиболее известна по ролям в телесериалах «Вавилон-Берлин» и «Корона».

## Биография
Бенеш выросла в Тюбингене, училась в Свободной Вальдорфской школе, посещала Гилдхоллскую школу музыки и драмы. В настоящее время она живёт в Лондоне.
В 2009 году Бенеш исполнила одну из главных ролей в фильме «Белая лента», который удостоился «Золотой пальмовой ветви» в Каннах. Кинокритики назвали её игру «открытием». За свою актёрскую игру она получила американскую кинопремию «Молодой актёр», а также премию New Faces Award. В 2010 году сыграла в драме Филипа Коха «Пикко» и фильме Софи Хельдман «Цвета в темноте» вместе с Сентой Бергер и Бруно Ганцем.
С 2017 года Бенеш снялась в трёх сезонах телесериала «Вавилон-Берлин» в роли Греты Овербек, за которую получила «Немецкую актёрскую премию». Бенеш также сыграла в сериале «Корона» в роли сестры принца Филиппа, принцессы Сесилии Греческой. В 2020 году она сыграла в телесериале BBC «Вокруг света за 80 дней» вместе с Дэвидом Теннантом.

## Фильмография
Кино
| Год  | Русское название | Оригинальное название | Роль             | Примечания |
| ---- | ---------------- | --------------------- | ---------------- | ---------- |
| 2009 | Белая лента      | White Ribbon          | Ева              |            |
| 2010 |                  | Picco                 |                  |            |
| 2020 | Уроки фарси      | Persian Lessons       | Эльза            |            |
| 2023 | Учительская      | Das Lehrerzimmer      | Карла Новак      |            |
| 2024 | Пятое сентября   | September 5           | Марианн Гебхардт |            |

Телевидение
| Год        | Название на русском     | Название на английском      | Роль                     | Примечания |
| ---------- | ----------------------- | --------------------------- | ------------------------ | ---------- |
| 2017, 2019 | Корона                  | Crown                       | Сесилия Греческая        |            |
| 2017-2020  | Вавилон-Берлин          | Babylon Berlin              | Грета Овербек            |            |
| 2021       | Вокруг света за 80 дней | Around the World in 80 Days | Эбигейл «Фикс» Фортескью |            |
| 2023       | Рой                     | The Swarm                   | Чарли Вагнер             |            |